# Amphipyra yama
Amphipyra yama är en fjärilsart som beskrevs av Swinhoe 1918. Amphipyra yama ingår i släktet Amphipyra och familjen nattflyn. Inga underarter finns listade i Catalogue of Life.